# Campo de Miraflores
El Campo de Miraflores fue un recinto deportivo de Santa Cruz de Tenerife, el primero de la ciudad que acogió un encuentro de fútbol. Construido en 1913 sobre su tierra daría los primeros pasos el fútbol en la capital y el Club Deportivo Tenerife, siendo su casa hasta la apertura del Stadium en 1925. Se encontraba ubicado entre la calle que le dio nombre y la calle Alfaro, frente a la Plaza Militar; lindando con un Barranco de Santos del que hoy le separaría la prolongación de la calle Ramón y Cajal.

## Historia

### Primer campo de Santa Cruz de Tenerife
El Club Deportivo Tenerife nace bajo el nombre de Tenerife Sporting Club el 21 de noviembre de 1912 a partir del Nivaria Sporting Club. Juan Yanes Rodríguez fue elegido presidente de la primera directiva, la cual desde el principio fue consiente de la necesidad de poseer un campo de deportes. Santa Cruz no disponía de un lugar idóneo para la práctica del fútbol y sus equipos debían desplazarse a la vecina ciudad de San Cristóbal de La Laguna donde se disputaban los partidos en la entonces llamada plaza de San Francisco, hoy plaza del Cristo.
Por aquella época saldría a la venta un terreno junto a la calle Miraflores, a la vera del barranco de Santos. Rápidamente el vicepresidente Edmundo Caulfield compró la parcela con la intención de cederla al club a cambio del pago de un alquiler.
La presidencia de Juan Yanes fue casi testimonial y a comienzos de 1913 Juan Antonio Núñez Maturana tomó las riendas de la entidad. Convertir el espacio rocoso comprado por Caulfield en una superficie apta para la práctica deportiva no era una tarea fácil y menos aun cuando la sociedad carecía de los fondos necesarios. Sin embargo Antonio Núñez, ayudante de Obras Públicas, manifestó desde un primer momento que incluso sin dinero el campo se iba a poder realizar y las obras comenzaron de inmediato. Juan José de Santa Cruz y Garcés de Marcilla, ingeniero jefe de Obras Públicas y uno de los vocales del club, sería clave para ello. Juan José Santa Cruz ordenó que todos los escombros de las obras fueran llevados al terreno comprado, destinando además a un grupo de obreros para nivelarlo.
En un tiempo récord y sin gastar apenas recursos el Tenerife tendría su campo, siendo las dimensiones de la superficie de juego de 81 metros de largo por 42 de ancho. El 23 de marzo de 1913 se verificarían las porterías y sus redes. El 20 de abril los componentes de los equipos de la entidad ya entrenaron en el nuevo campo y una semana después su primera y segunda formación disputarían un partido aunque los trabajos no estaban todavía acabados.
Para la inauguración oficial el Centro de Propaganda y Fomento del Turismo organizó un campeonato que formaría parte del programa de actos de las Fiestas de Mayo de la ciudad. Este torneo dilucidará el campeón provincial, levantando el vencedor un trofeo donado por el Ayuntamiento y recibiendo además como premio cada uno de sus componentes una pequeña copa de plata. Tres serían los conjuntos participantes. Primero el Laguna Sporting Club, de la vecina ciudad, y el Tenerife Sporting Club disputarían un partido eliminatorio. El ganador se vería en la final con el Victoria venido de Las Palmas. 
El partido inaugural del nuevo campo tuvo lugar el 5 de mayo, siendo este además el primer encuentro oficial de fútbol celebrado en la ciudad. El numeroso público que acudió al partido que comenzó a las cuatro y media de la tarde vio como el Tenerife goleaba al Laguna por cinco tantos a cero. El delantero M. Corbella sería el autor de los dos primeros goles del Campo de Miraflores, el primero de ellos a los quince minutos de juego. Tres días después a la misma hora se disputó la final ante una gran expectación. El Victoria haciendo honor a su nombre se llevó el campeonato imponiéndose por 0-1. Durante el choque algunos balones fueron a parar al barranco, a la calle de Miraflores y a los terrenos contiguos al Hospital de niños, en ocasiones intencionadamente por parte del equipo visitante a fin de perder tiempo. Los cronistas de la época alababan el campo pero lamentaban su emplazamiento, junto al barranco.
En sus inicios se trataba básicamente de un descampado, carente de cualquier tipo de instalación, en el que público veía el juego de pie o sentados en sillas colocadas antes de los partidos. A finales de octubre se comenzó a construir en los terrenos una caseta de madera para guardar el material deportivo y en la que además se ubicaría una cantina para los socios. También se levantarían dos gradas de madera que según recogen crónicas de 1925 eran capaces de albergar a unos 2200 espectadores sentados. A estos hay que sumar un número aún mayor de personas que podían seguir los encuentros de pie.

### Mejor campo del archipiélago

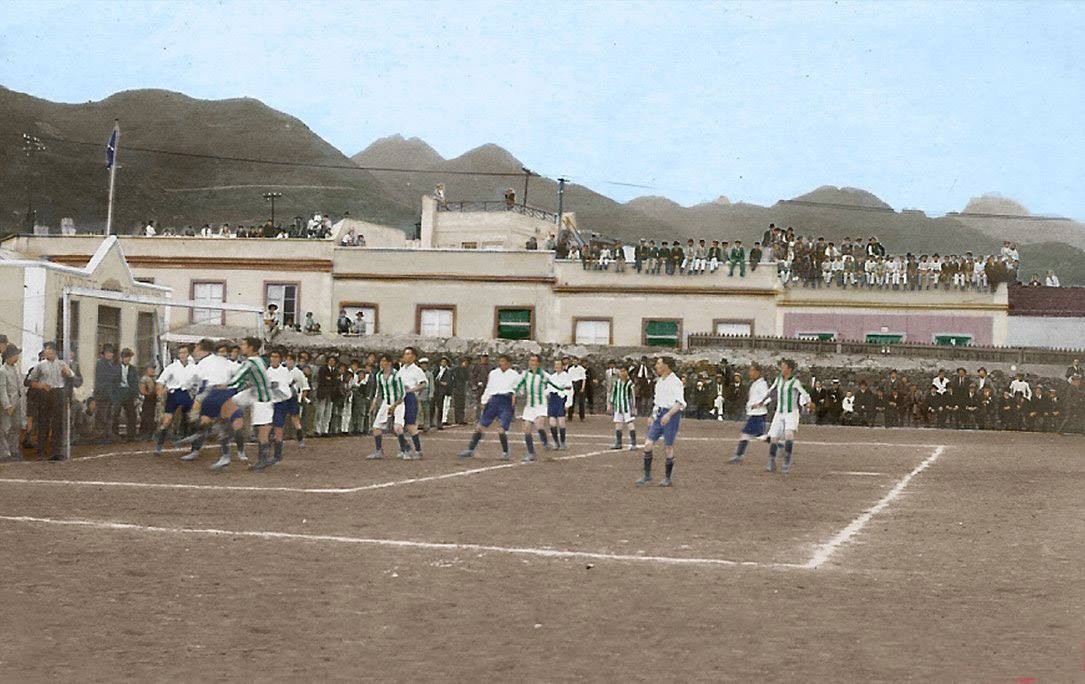
El Real Betis atacando ante el Tenerife Sporting el 18 de noviembre
de 1919. Mucha expectación en el Campo de Miraflores y en las azoteas cercanas

En sus primeros años era considerado el mejor campo existente en el archipiélago. No en vano sería la sede elegida para seguir celebrando los partidos de los que saldría el campeón de Canarias entre 1914 y 1916, tres ediciones en las que se coronaría el conjunto local. El 2 de mayo de 1914 el Tenerife Sporting venció con claridad en la final al Marino de Las Palmas por 4-0, haciéndose esta vez sí con la copa donada por el consistorio santacrucero el año anterior. El 3 de mayo del siguiente año ambos equipos se volvían a encontrar en el partido decisivo. Sin embargo este no alcanzó su término pues cuando el equipo de casa ganaba por 1-0, y antes del descanso, los jugadores del Marino se retiraron del campo disconformes con las decisiones del árbitro. La situación se repetiría en la final del 4 de junio de 1916 que le enfrentaba al Porteño Sporting Club. El adversario grancanario decidió abandonar el campo indignado por la concesión del segundo gol tinerfeño con media hora aún por jugarse. El partido se dio por finalizado con ese 2-0 alzando los blanquiazules su tercera copa consecutiva.
En esta época eran frecuentes los duelos frente a los equipos de las tripulaciones de los navíos internacionales que arribaban al puerto. Asimismo generarían gran interés las visitas de equipos de Madeira. Al ser el único estadio de la ciudad Miraflores también acogía los partidos de los equipos locales que iban surgiendo en los distintos barrios protagonizando choques de gran rivalidad. 
En otoño de 1919 por primera vez en la historia un equipo peninsular visita Tenerife. Este sería el Real Betis que disputó varios partidos en la isla levantando una enorme expectación. Todos ellos serían en el campo de Miraflores, escenario en el que se instalaron palcos para la ocasión. El 1 de noviembre los verdiblancos se impusieron por 1-2 al Tenerife Sporting y tan solo un día después repetirían triunfo esta vez por un resultado de 2-3. Días más tarde sería el equipo local quien se llevaría el triunfo por dos goles a uno. Estas dos escuadras se verían de nuevo las caras el día 16 a fin de disputarse una copa donada por el Ayuntamiento. La partida finalizaría sin goles por lo que para dos días después se organiza un juego de desempate en el que resultaría ganador el Tenerife con un marcador favorable de 3 goles contra 1. Antes de estos últimos choques, y en el mismo campo de deportes, el Betis se midió al Hespérides de La Laguna llevándose la victoria los andaluces por 1-0.

### Crisis, refundación y últimos años del Tenerife en Miraflores

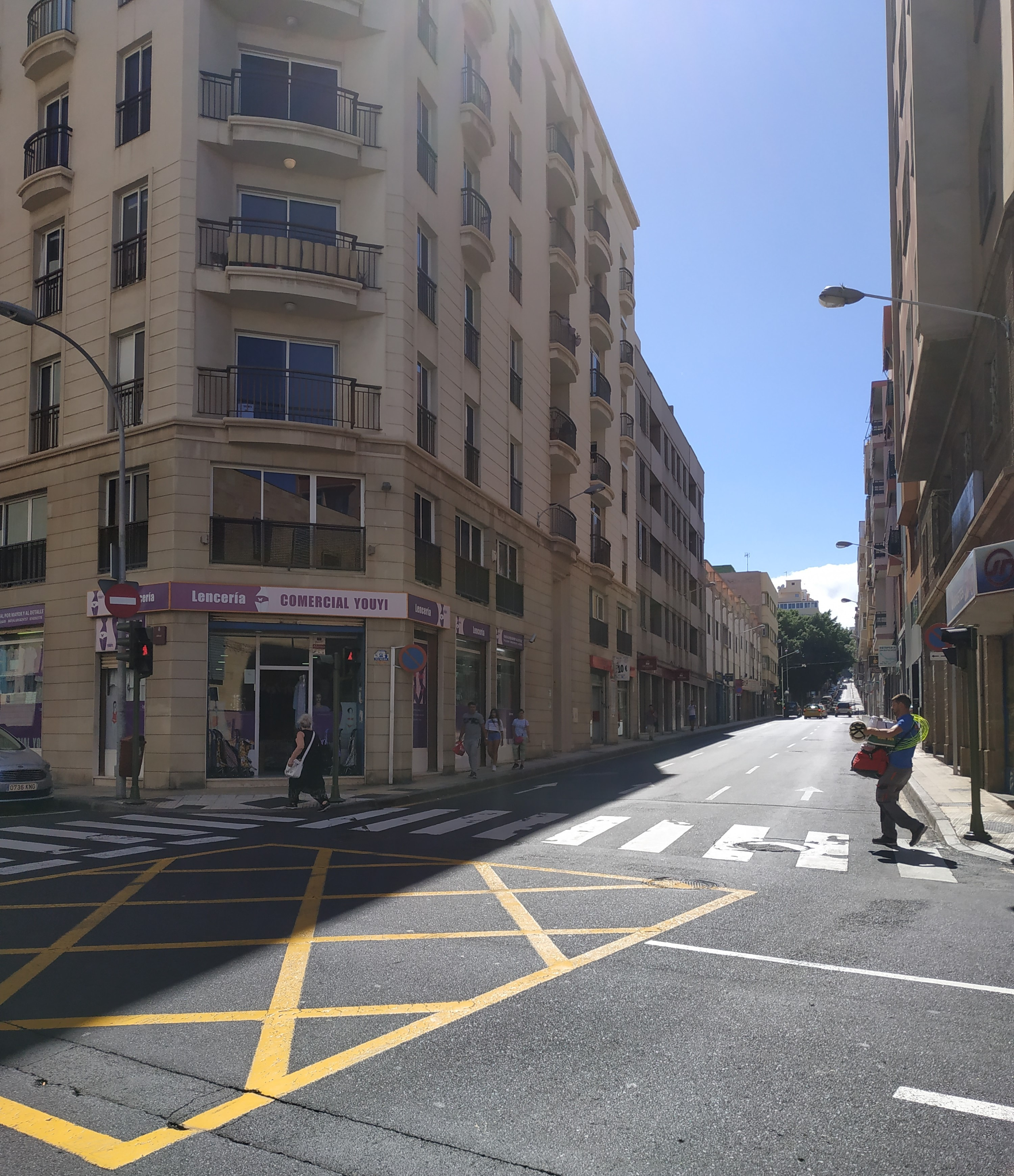
Cruce de las calles Alfaro y Miraflores en 2019. El campo ocupaba la manzana de la izquierda

En 1922 la situación del club era crítica y su continuidad peligraba. La junta directiva presidida por Ricardo Martín Ramos presentó su dimisión en un último intento de salvar las circunstancias. En abril los socios aprobarían una nueva directiva presidida por Jacinto Casariego Capraria, octavo presidente de la sociedad.
Debido a la desorganización reinante el club adeudaba varios meses de alquiler Caulfield, propietario del Campo de Miraflores. La deuda ascendía a unas mil pesetas y la posibilidad de seguir utilizando estas instalaciones era cada vez más complicada. Pocos meses después la junta presidida por Casariego también dimite y las llaves del campo son entregadas a su propietario al no poderse pagar un alquiler que se había incrementado de las 95 pesetas mensuales hasta las 225. El Tenerife Sporting Club se disuelve.
Disuelto el Tenerife Sporting Club el entonces conocido futbolista tinerfeño Julio Fernández del Castillo, en colaboración con el también jugador Rodríguez Bello, inició las gestiones para reorganizar la sociedad llegando además a un acuerdo con Caulfield. El 8 de agosto de 1922 se refunda como Sporting Club Tenerife, nombre que pronto castellaniza tomando la denominación actual de Club Deportivo Tenerife. Esta última es la que ha sido reconocida por las últimas directivas como la fecha oficial de fundación del club.
Toma las riendas del nuevo proyecto Mario García Cames, quien ya presidiera el Tenerife Sporting entre octubre de 1919 y el mismo mes de 1920, y de nuevo el club se hace cargo del campo de Miraflores en régimen de alquiler.
En agosto de 1924 el Sevilla Fútbol Club recaló en Tenerife, cinco años después de la visita de su vecino y máximo rival. Lo hacía tras culminar invicto una gira por la isla de Gran Canaria y ostentando la condición de campeón de Andalucía, lográndolo por sexta vez consecutiva. El día 28 el Sevilla saltó a la tierra de un repleto Miraflores con todas sus estrellas. Con un marcador de 3-4 los hispalenses saldrían victoriosos de un vibrante partido en el que el internacional Enrique Gómez Muñoz, Spenser, marcó un triplete. Tres días después ambos equipos igualarían a ceros gracias a una magnífica actuación del guardameta local, el gran Emilio Baudet.
El 19 de julio el Fomento Fútbol Club, hoy Real Unión de Tenerife, inauguró el Estadio de la Avenida que se localizaba en la zona que actualmente ocupa el Palacio de Justicia. Tan sólo seis días después el Club Deportivo Tenerife hizo lo propio con el Stadium, nombre que conservaría hasta que en 1950 pasará a llamarse Estadio Heliodoro Rodríguez López. El campo de Miraflores quedó en desuso tras estrenar los blanquiazules su segundo y actual hogar. Se ponía así fin a doce años de luchas futbolísticas en un escenario donde posteriormente se ubicarían los almacenes de la empresa “Industrias Canarias Importación Exportación S. A.” (ICIESA).